# Ulica Półwiejska w Poznaniu

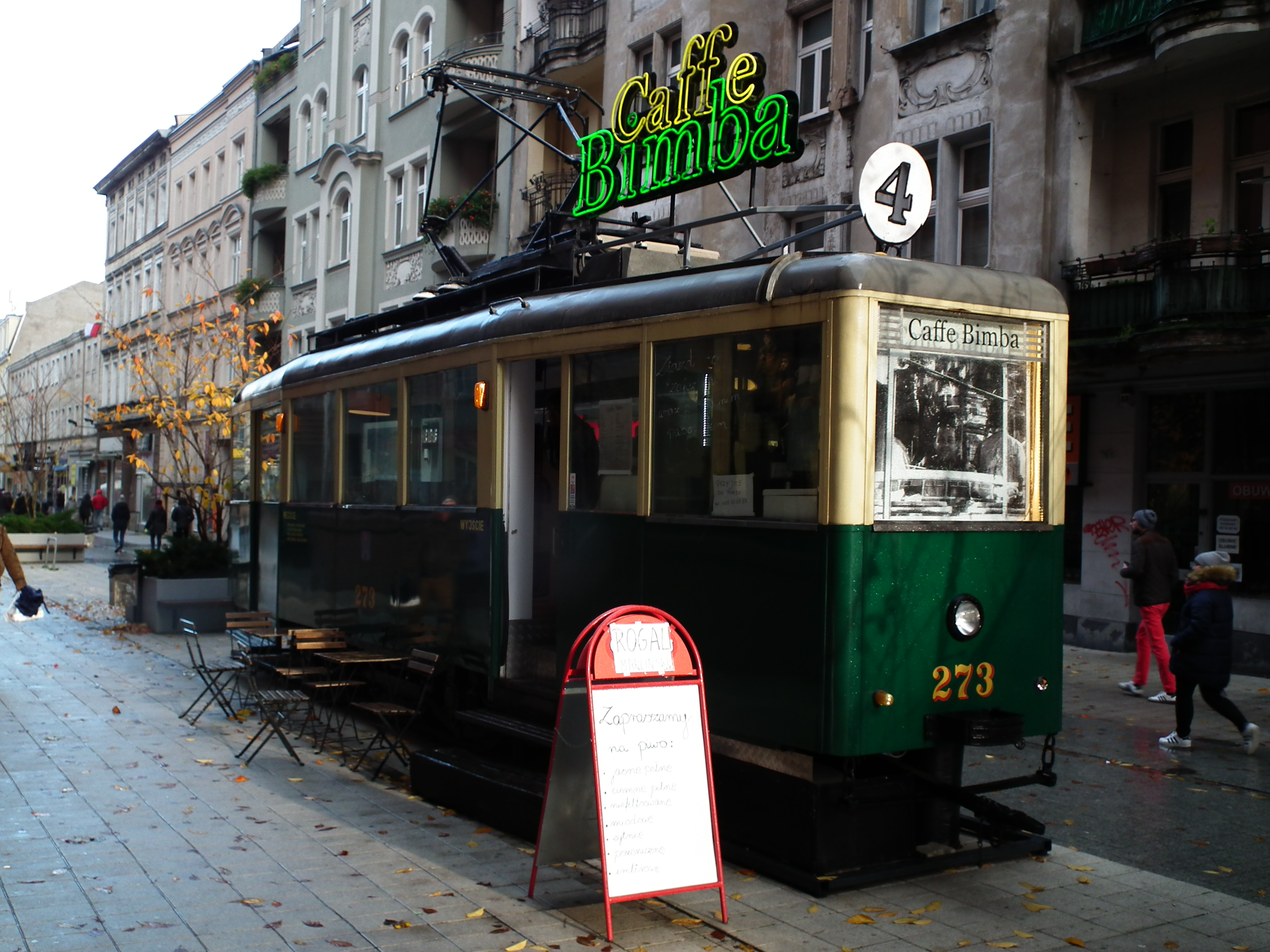
Kawiarnia Caffe Bimba w sąsiedztwie Starego Browaru (2017)

Ulica Półwiejska w Poznaniu – ulica znajdująca się w ścisłym centrum Poznania, w obrębie osiedla samorządowego Stare Miasto. Nazywana również deptakiem z uwagi na wyłączenie z ruchu kołowego.

## Numeracja
Numery porządkowe nieruchomości ustalone są łącznie dla ulic: Półwiejskiej, Górnej Wildy oraz 28 Czerwca 1956 r., kiedy w latach 1951–1979 stanowiły jedną ulicę Feliksa Dzierżyńskiego.

## Nazwa
Nazwa ulicy Półwiejskiej wywodzi się od średniowiecznej osady Półwieś, która znajdowała się w tym rejonie, a obecnie jej nazwa wyszła już z użycia (zachowała się tylko w nazwie ulicy). Istniała ona między Rybakami, a Wierzbicami (obecną Wildą). Charakter zabudowy nie był w owych czasach całkowicie miejski, co spowodowało powstanie nazwy.
W 1951 została połączona z ówczesną ulicą Ignacego Daszyńskiego (Górna Wilda) i przemianowana na ulicę Feliksa Dzierżyńskiego. Pod historyczną nazwą ponownie od 1979.

## Opis

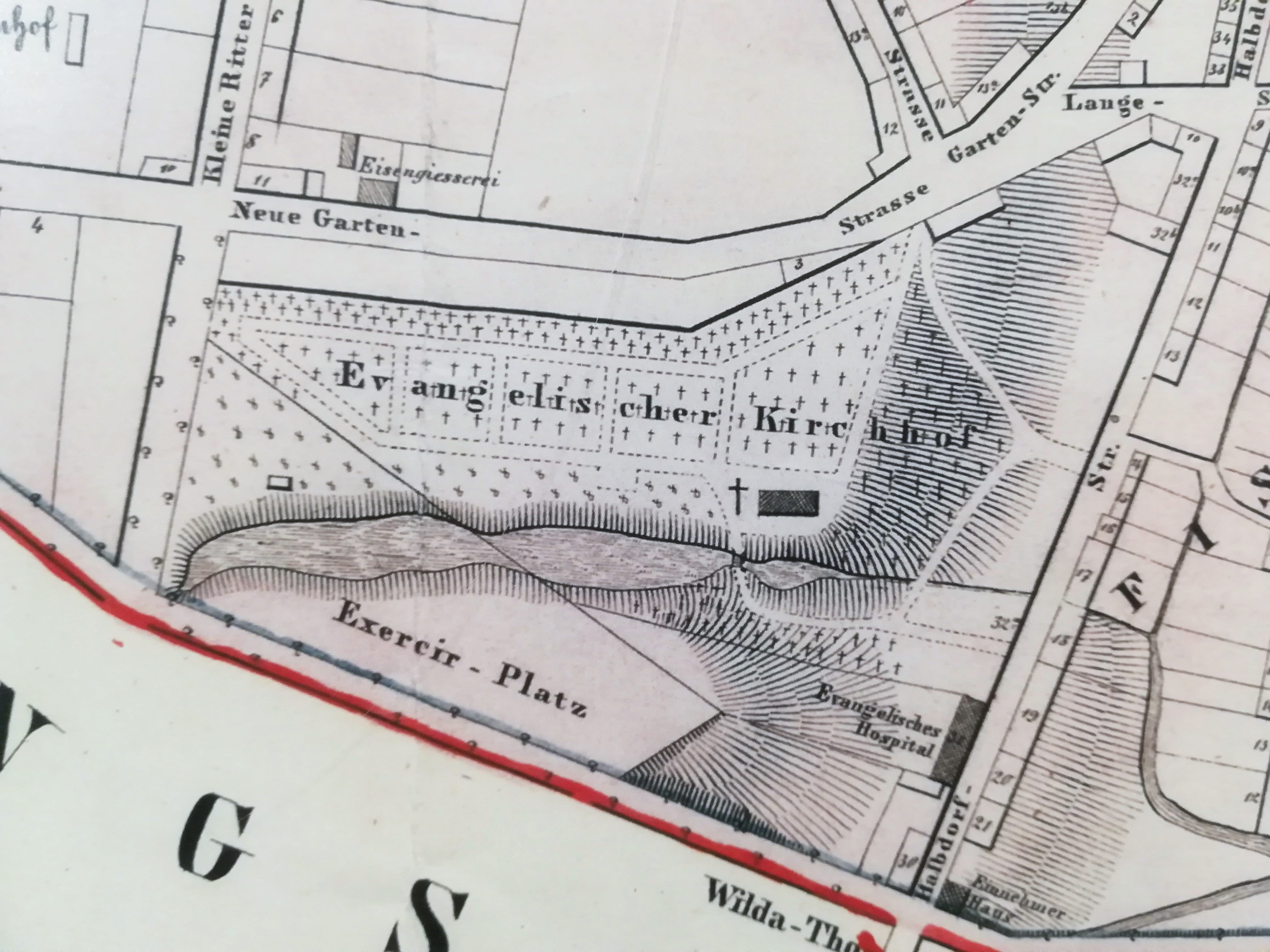
Południowa część ulicy Półwiejskiej (Halbdorf Strasse) na planie miasta z 1856 (pionowo, po prawej)

Ulica Półwiejska stanowi jeden z najpopularniejszych traktów handlowych miasta. Znajduje się przy nim duża liczba sklepów oraz galeria handlowa Stary Browar, w 2005 uznana (przez organizację ICSC) za najlepsze centrum handlowe średniej wielkości na świecie. Ulica ta sąsiaduje z tworzącą się prestiżową dzielnicą biznesu z biurowcami klasy A, wśród których jest m.in. Andersia Tower. Prowadzi ona prawie do Starego Rynku. W pobliżu znajduje się też jeden z największych multipleksów w Poznaniu – Multikino 51 przy ul. Królowej Jadwigi oraz Multikino Stary Browar. Północne zakończenie traktu wieńczy pomnik Starego Marycha.
Od 1896 roku do lata 1970 r. kursowały Półwiejską tramwaje jadące z centrum na Wildę. Ciasnota, wynikająca z dwutorowej trasy biegnącej dość wąską ulicą, oraz specyficzna budowa chodników (o granitowej nawierzchni i nachylone w kierunku jezdni) były przyczyną licznych wypadków z udziałem pieszych i tramwajów. Był to najbardziej niebezpieczny fragment sieci tramwajowej. Po zakończeniu jego eksploatacji tramwaje z Wildy do Śródmieścia skierowano ulicą Strzelecką oraz rozpoczęto przygotowania do realizacji, nigdy nieukończonego, projektu Trasy Piekary. Nieużywane torowisko ostatecznie rozebrano w 1972 r..
12 września 1931 robotnicy odnaleźli pod numerem 20 zwłoki gońca bankowego – Józefa Jankowiaka. Z czasem ustalono, że mordercą był Leon Hałas, a sprawa ta była bardzo głośna w mediach międzywojennych.

## Tablice pamiątkowe
Przy ulicy znajdują się następujące tablice pamiątkowe:
- numer 11 – upamiętniająca pierwsze w Poznaniu przyrzeczenie skautowe, które odbyło się w mieszkaniu harcmistrza Henryka Śniegockiego 17 października 1912, przy czym wmurowano ją w 1982,
- numer 17 – upamiętniająca istniejący tutaj w okresie 28 września 1939 – 1 kwietnia 1940, sztab tajnej Tajnej Organizacji Wojskowej, zlikwidowany przez niemieckich nazistów. Aresztowano wtedy 30 członków konspiracji, a część z nich skazano na śmierć. Tablicę wmurowano w 1990 i uzupełniono w 2005.